# Hưng An (tỉnh)
Hưng An (tiếng Trung: 興安省; bính âm: Xīng'ān shěng) là một tỉnh cũ tại Trung Quốc. Tên của tỉnh xuất phát từ Đại Hưng An Lĩnh, một dãy núi trên địa bàn. Thủ phủ của tỉnh Hưng An là thị trấn Hải Lạp Nhĩ (hay Hô Luân), nằm trên đường sắt Đông Thanh gần biên giới với Nga. Tương tự như các tỉnh khác của Mãn Châu Quốc, tỉnh Hưng An được chia thành các huyện và kỳ. Thành phố quan trọng thứ hai trong tỉnh là Mãn Châu Lý.

## Địa lý
Tỉnh Hưng An có diện tích 148.000 dặm vuông Anh (380.000 km2) và dân số năm 1947 là 327.563 người. Lãnh thổ của tỉnh nay thuộc minh Hưng An và một phần minh Hô Luân Bối Nhĩ của khu tự trị Nội Mông Cổ. Đây là tỉnh ít dân nhất của Trung Hoa Dân Quốc. Hưng An giáp với Liên Xô ở phía tây bắc, phía tây giáp với Mông Cổ, phía nam giáp với tỉnh Liêu Bắc, phía đông là tỉnh Hắc Long Giang và Nộn Giang. Đại Hưng An Lĩnh đi qua phần trung tâm của tỉnh, phía đông là đồng bằng Đông Bắc, phía tây thuộc phần mở rộng của Đại Mông Cổ. Các con sông chính trên địa bàn là Nộn Giang, Hắc Long Giang, Khắc Lỗ Luân hai hồ lớn nhất là Hô Luân và Bối Nhĩ.

## Lịch sử
Tỉnh Hưng An được thành lập vào năm 1932 trong vai trò là một đơn vị hành chính của Mãn Châu Quốc bị Nhật Bản chiếm đóng. Từ 1939 đến 1943, tỉnh được chia thành bốn phần, được gọi là Hưng An Bắc, Hưng An Đông, Hưng An Nam và Hưng An Tây. Bốn tỉnh mới này sau đó được tái hợp nhất thành một Hưng An tổng tỉnh (興安総省) vào năm 1943.
Dân số tỉnh Hưng An được ước tính là khoảng 327.563 người năm 1947, trong đó người Mông Cổ chiếm ưu thế, và do vậy tại Hưng An, các lãnh chúa Mông Cổ bản địa nắm trong tay quyền hành chính (dưới sự giám sát của người Nhật).
Hưng An là nơi từng diễn ra một số xung đột trong Chiến tranh biên giới Xô-Nhật, đáng chú ý nhất Chiến dịch Khalkhyn Gol khi Quân Quan Đông Nhật Bản và Quân Mãn Châu Quốc bị Hồng quân Liên Xô đánh bại vào năm 1939.
Sau khi thủ tiêu Mãn Châu Quốc sau Thế chiến 2, Trung Hoa Dân Quốc do Quốc Dân đảng lãnh đạo tiếp tục công nhận tỉnh Hưng An, với thủ phủ là Hải Lạp Nhĩ. Tuy nhiên đến năm 1946, khu tự trị Nội Mông Cổ được Đảng Cộng sản Trung Quốc thành lập và tỉnh Hưng An trở thành một phần của khu tự trị này. Chính quyền tỉnh của Quốc Dân đảng đã di dời đến Thẩm Dương và hoàn toàn bị giải thể sau khi quân Giải phóng chiếm được thành phố vào ngày 2 tháng 11 năm 1948 trong chiến dịch Liêu Thẩm. Hiện tại đa số cư dân tại tỉnh Hưng An cũ là người Hán.

## Kinh tế
Dưới thời Mãn Châu Quốc, Hưng An chủ yếu là một khu vực nông nghiệp, với các loại ngũ cốc, chủ yếu là lúa mì, đỗ tương và ngô, cũng như chăn nuôi gia súc như cừu, ngựa. Tài nguyên chủ yếu tại Hưng An là trữ lượng than đá lớn, nhất là tại khu vực đồi cách 25 km tính từ trạm xe lửa biên giới của Mãn Châu Lý. Hưng An cũng có một khu vực thương mại giữa Mãn Châu Quốc, Liên Xô và đất nước Mông Cổ chịu ảnh hưởng lớn của Liên Xô khi đó.